# Eindhoven Metal Meeting
Le Eindhoven Metal Meeting est un festival indoor de metal se déroulant en fin d'année à Eindhoven depuis 2009. Il utilise les deux salles du complexe de l'Effenaar, ainsi que le club du Dynamo pour l'after-party du vendredi soir. Jusqu'en 2007 il se déroulait sous le nom d'Arnhem Metal Meeting au Musis Sacrum d'Arnhem.

## Programmation

### Édition 2009
Cette édition se déroule les 19 décembre 2009.
| 19 décembre 2009     | 19 décembre 2009               | 19 décembre 2009  |
| Large Stage          | Jäger Stage                    | Dynamo            |
| -------------------- | ------------------------------ | ----------------- |
| Thyrfing             | Deströyer 666                  | Hollenthon        |
| Satyricon            | Merauder                       | The Devil's Blood |
| Nile                 | Darkened Nocturn Slaughtercult |                   |
| Entombed             | Genetic Wisdom                 |                   |
| Legion of the Damned | Skyforger                      |                   |
| Impaled Nazarene     | Elite                          |                   |
| Equilibrium          | Hackneyed                      |                   |
| Shining              | Ulcerate                       |                   |
| Grave                | Posthum                        |                   |
| Krisiun              | Serpentcult                    |                   |
|                      | Devious                        |                   |

### Édition 2010
Cette édition se déroule les 17 et 18 décembre 2010.
The Vision Bleak et Severe Torture doivent annuler leurs prestations. The Mentors remplacera le second.
| 17 décembre 2010 | 17 décembre 2010 | 17 décembre 2010 |
| Large Stage      | Jäger Stage      | Dynamo           |
| ---------------- | ---------------- | ---------------- |
| Moonspell        | Alcest           | The Graviators   |
| Mayhem           | Mael Mórdha      | The Mentors      |
| Pestilence       | Repugnant        |                  |
| Saint Vitus      | The 11th Hour    |                  |
| The Vision Bleak | Endstille        |                  |
| Varg             | Helstar          |                  |
|                  | Victimizer       |                  |
|                  | Mortal Form      |                  |

| 18 décembre 2010 | 18 décembre 2010           | 18 décembre 2010 |
| Large Stage      | Jäger Stage                | Dynamo           |
| ---------------- | -------------------------- | ---------------- |
| Rotting Christ   | Gorath                     |                  |
| Immortal         | Trident                    |                  |
| Samael           | Trail of Tears             |                  |
| Kreator          | Chiraw                     |                  |
| Fintroll         | Inhume                     |                  |
| Exodus           | Carach Angren              |                  |
| Death Angel      | Severe Torture The Mentors |                  |
| Suicidal Angels  | Scenario II                |                  |
|                  | Metsatöll                  |                  |
|                  | Nothnegal                  |                  |
|                  | Izegrim                    |                  |

### Édition 2011
Cette édition se déroule les 16 et 17 décembre 2011.
| 16 décembre 2011 | 16 décembre 2011 | 16 décembre 2011 |
| Large Stage      | Jäger Stage      | Dynamo           |
| ---------------- | ---------------- | ---------------- |
| Alestorm         | Nifelheim        | The Rotted       |
| Exodus           | Heidevolk        | Bliksem          |
| Sepultura        | Desaster         |                  |
| Destruction      | Sinister         |                  |
| Asphyx           | Mar de Grises    |                  |
| Heathen          | Cripper          |                  |
| Mortal Sin       | Balfor           |                  |

| 17 décembre 2011        | 17 décembre 2011     | 17 décembre 2011 |
| Large Stage             | Jäger Stage          | Dynamo           |
| ----------------------- | -------------------- | ---------------- |
| Stormrider              | More Than a Thousand |                  |
| Necrophobic             | Lost Dreams          |                  |
| Katatonia               | Rompeprop            |                  |
| Morbid Angel            | Azarath              |                  |
| Heaven Shall Burn       | Adept                |                  |
| Kataklysm               | God Dethroned        |                  |
| Triptykon               | Torture Division     |                  |
| Marduk                  | Valkyrja             |                  |
| Tankard                 | Benighted            |                  |
| Milking the Goatmachine | Nervecell            |                  |
|                         | Saturnian            |                  |
|                         | Semargl              |                  |

### Édition 2012
Cette édition se déroule les 14 et 15 décembre 2012.
| 14 décembre 2012  | 14 décembre 2012          | 14 décembre 2012 |
| Large Stage       | Jäger Stage               | Dynamo           |
| ----------------- | ------------------------- | ---------------- |
| Brujeria          | Saille                    | Blacklodge       |
| Satyricon         | Macabre                   | Debauchery       |
| Obituary          | Taake                     |                  |
| Dark Tranquillity | Enthroned                 |                  |
| Ancient Rites     | Grand Supreme Blood Court |                  |
| Psycroptic        | Herder                    |                  |
| The Amenta        | Christ Agony              |                  |
|                   | Death Squad               |                  |

| 15 décembre 2012          | 15 décembre 2012      | 15 décembre 2012 |
| Large Stage               | Jäger Stage           | Dynamo           |
| ------------------------- | --------------------- | ---------------- |
| Gama Bomb                 | The New Dominion      |                  |
| Sodom                     | Totenmond             |                  |
| My Dying Bride            | Carach Angren         |                  |
| Deathstars                | Haemorrhage           |                  |
| Krux                      | The Devil's Blood     |                  |
| Aborted                   | Disharmonic Orchestra |                  |
| Talanas                   | Zombie Inc.           |                  |
| Excrementory Grindfuckers | The 11th Hour         |                  |
| Deadcell                  | Gorath                |                  |
|                           | Gospel of The Horns   |                  |
|                           | Dust Bolt             |                  |

### Édition 2013
Cette édition se déroule du 12 au 14 décembre 2013.
| 12 décembre 2013 | 12 décembre 2013    | 12 décembre 2013 |
| Large Stage      | Jäger Stage         | Dynamo           |
| ---------------- | ------------------- | ---------------- |
| Accept           | Accuser             |                  |
| Sabaton          | Izegrim             |                  |
| Death Angel      | Hatriot             |                  |
| Dew-Scented      | Ostrogoth           |                  |
|                  | Extrema             |                  |
|                  | Downfall of Empires |                  |

| 13 décembre 2013    | 13 décembre 2013             | 13 décembre 2013 |
| Large Stage         | Jäger Stage                  | Dynamo           |
| ------------------- | ---------------------------- | ---------------- |
| Watain              | Brutal Truth                 | Razend           |
| Tiamat              | Vomitory                     | The Covering     |
| Carpathian Forest   | The Church of Pungent Stench |                  |
| Napalm Death        | The Rotted                   |                  |
| Belphegor           | In Solitude                  |                  |
| Morgoth             | Deranged                     |                  |
| Fleshgod Apocalypse | Entrapment                   |                  |
|                     | Deus Mortem                  |                  |
|                     | Natron                       |                  |

| 14 décembre 2013          | 14 décembre 2013  | 14 décembre 2013 |
| Large Stage               | Jäger Stage       | Dynamo           |
| ------------------------- | ----------------- | ---------------- |
| Gothminister              | Islay             |                  |
| Therion                   | Aborym            |                  |
| Coroner                   | Nargaroth         |                  |
| Arcturus                  | Impaled Nazarene  |                  |
| Martin Walkyier's Skyclad | Hooded Menace     |                  |
| Elvenking                 | Centurian         |                  |
| Hail of Bullets           | Disastrous Murmur |                  |
| Arkona                    | Asrai             |                  |
| Deströyer 666             | Bodyfarm          |                  |
| The Monolith Deathcult    | Soundstorm        |                  |
|                           | Heavenshine       |                  |

### Édition 2014
Cette édition se déroule les 12 et 13 décembre 2014.
| 12 décembre 2014 | 12 décembre 2014 | 12 décembre 2014       |
| Large Stage      | Jäger Stage      | Dynamo                 |
| ---------------- | ---------------- | ---------------------- |
| Primordial       | Evil Invaders    | Forever Twisted        |
| At the Gates     | Skyforger        | Sisters of Suffocation |
| Triptykon        | Urfaust          |                        |
| Asphyx           | Sinister         |                        |
| Carach Angren    | Saille           |                        |
| Cripper          | Attic            |                        |
| The Comittee     | Morbus Chron     |                        |
|                  | Funeral Whore    |                        |
|                  | Illusionless     |                        |

| 13 décembre 2014 | 13 décembre 2014  | 13 décembre 2014 |
| Large Stage      | Jäger Stage       | Dynamo           |
| ---------------- | ----------------- | ---------------- |
| In Solitude      | Woland            |                  |
| Morbid Angel     | One Tail One Head |                  |
| Unleashed        | Onslaught Xentrix |                  |
| Ensiferum        | The Vision Bleak  |                  |
| Aborted          | Blasphemy         |                  |
| Holy Moses       | Cruachan          |                  |
| Thyrfing         | Bölzer            |                  |
| Exhumed          | Valkyrja          |                  |
| Origin           | Thanatos          |                  |
|                  | Dust Bolt         |                  |
|                  | Miasmal           |                  |

### Édition 2015
Cette édition se déroulera les 11 et 12 décembre 2015.
| 10 décembre 2015 | 10 décembre 2015    |
| Large Stage      | District 19 Stage   |
| ---------------- | ------------------- |
|                  | Grave               |
|                  | Malevolent Creation |
|                  | Apophys             |

| 11 décembre 2015 | 11 décembre 2015  |
| Large Stage      | District 19 Stage |
| ---------------- | ----------------- |
| Candlemass       | Vampire           |
| Behemoth         | Gehenna           |
| God Dethroned    | Acid Reign        |
| Nifelheim        | Heretic           |
| Onslaught        | Conan             |
| Aeturnus         | Burn The Iris     |
| Winterfylleth    | Purgatory         |
|                  | Todestriebe       |
|                  | The Heritance     |

| 12 décembre 2015 | 12 décembre 2015  |
| Large Stage      | District 19 Stage |
| ---------------- | ----------------- |
| Craft            | Hooded Menace     |
| Samael           | Mourning Beloveth |
| Marduk           | No Return         |
| Nuclear Assault  | Rompeprop         |
| Necrophobic      | Lvcifyre          |
| Ahab             | Solstice          |
| Vektor           | Desaster          |
| Necros Christos  | Disabuse          |
| Bodyfarm         | Shores of Null    |
|                  | Angelus Apatrida  |
|                  | Distillator       |

### Édition 2016
Cette édition se déroulera les 16 et 17 décembre 2016.
Les groupes déjà annoncés sont : Mayhem, Watain, Tiamat, Moonspell, Destruction, Hell, Necrophagia, Hail of Bullets, Enthroned, Bölzer, Batushka, Aura Noir, Protector, Archgoat, Memoriam, General Surgery, Benighted, Illdisposed, Endstille, Valkyrja, Mantar, Gutalax, Emptiness, Wederganger, Schammasch, Caronte, Seth, Der Weg einer Freiheit, Harakiri for the Sky, Cirith Gorgor, Bleeding Gods, Insanity Reigns Supreme, Toxic Waltz, Burning Hatred